# Mittelscheid

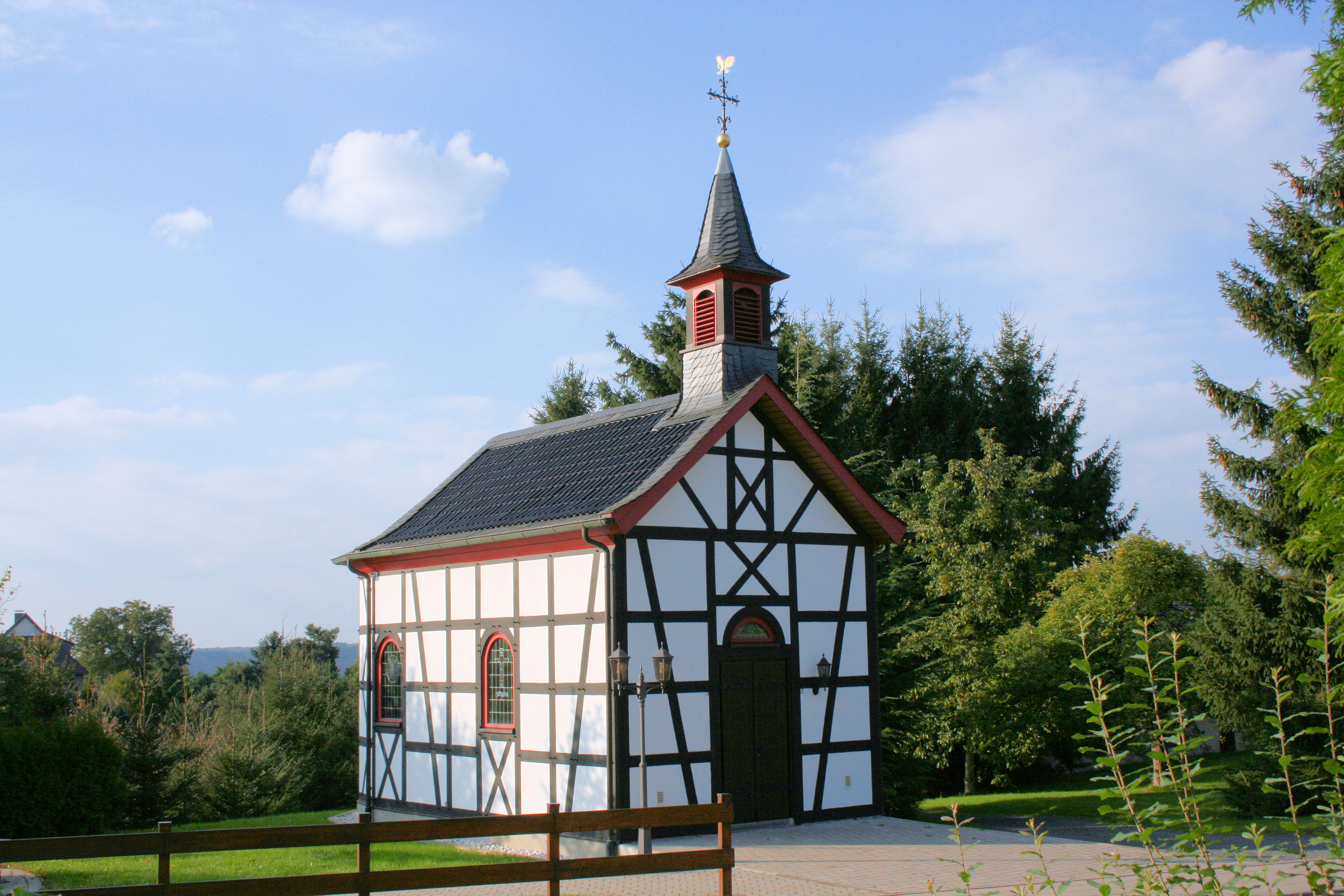
Die Kapelle in Mittelscheid

Mittelscheid ist ein Kapellendorf und Ortsteil der Stadt Hennef (Sieg) im Rhein-Sieg-Kreis in Nordrhein-Westfalen. 

## Lage
Das Dorf liegt in einer Höhe von 180 m ü. NHN auf den Hängen des Westerwaldes in der Gemarkung Süchterscheid. Nachbarorte sind Niederscheid im Nordosten und Oberscheid im Südwesten.

## Geschichte
Nach einer Statistik aus dem Jahr 1885 lebten damals in Mittelscheid 103 Einwohner in 23 Häusern.
1910 gab es in Mittelscheid die Haushalte Schreiner Josef Adscheid, die Knechte August und Heinrich Berghausen, Witwe Heinrich Busch, Katharina Busch, Ackerer Friedrich Fischer, Dachdecker Heinrich Jacobs, Ackerer Johann Peter Naas, Tagelöhnerin Gertrud Pütz, Schreiner Josef Roßbach, Schreiner Anton Scheid, Ackerer und Wirt Gottfried Schumacher, die Ackerer Heinrich, Heinrich Jodokus, Jodokus, Josef und Peter Schumacher, Ackerin Witwe Anton Schwambach, die Ackerer Johann und Peter Wiertz, die Ackerinnen Witwe Peter Wissmann und Witwe Theodor Wissmann, Ackerin Witwe Heinrich Zimmermann sowie Schuster Philipp Zimmermann.
Bis zum 1. August 1969 gehörte das Dorf Mittelscheid zur Gemeinde Uckerath. Im Rahmen der kommunalen Neugliederung des Raumes Bonn wurde Uckerath, damit auch der Ort Mittelscheid, der damals neuen amtsfreien Gemeinde „Hennef (Sieg)“ zugeordnet.

## Kapelle
Die St. Josephskapelle in Mittelscheid ist ein Fachwerkbau, der ursprünglich 1868 erbaut wurde und auf das Gelübde eines Ortsbewohners zurückgeht, der als Landwehrmann im Deutschen Krieg (1866) in seinem Heimatort eine Kapelle zu erbauen versprach. Die Grundsteinlegung erfolgte am 28. März 1868, gegen Jahresende wurde die Kapelle dem hl. Josef geweiht. 1998 entschied sich die Kirchengemeinde aufgrund des schlechten baulichen Zustands der Kapelle, diese abzureißen und in alter Form neu zu errichten. Der Neubau wurde von einem eigens gegründeten Kapellenverein vorangetrieben und nach dem Richtfest am 20. März 1999 abgeschlossen.